# C-værdi
C-værdi er mængden, i pikogram, af DNA i en haploid cellekerne (for eksempel en gamet) eller halvdelen af mængden i en diploid kropscelle i en eukaryotisk organisme. I nogle tilfælde (særligt blandt diploide organismer) bruges begreberne C-værdi og genomstørrelse om det samme; i polyploider kan C-værdien dog repræsentere to eller flere genomer i den samme kerne.
| Biologi | Spire Denne artikel om biologi er en spire som bør udbygges. Du er velkommen til at hjælpe Wikipedia ved at udvide den. |

| filosofi | Spire Denne filosofiartikel er en spire som bør udbygges. Du er velkommen til at hjælpe Wikipedia ved at udvide den. |